# Schizura deserta
Schizura deserta är en fjärilsart som beskrevs av Barnes 1928. Schizura deserta ingår i släktet Schizura och familjen tandspinnare. Inga underarter finns listade.